# Jomfrutale
Jomfrutale er en offentlig persons, for eksempel et parlamentmedlems, første offentlige tale. Begrebet har stor betydning især i Underhuset i Storbritannien.